# Adjara
Adjara (tiếng Gruzia: აჭარა — ach'ara), tên gọi chính thức là Cộng hòa Tự trị Adjara (აჭარის ავტონომიური რესპუბლიკა — ach'aris avtonomiuri respublika), là một lãnh thổ tự trị của Gruzia, nằm phía nam, tiếp giáp với các tỉnh Artvin và Ardahan của Thổ Nhĩ Kỳ về phía nam và Biển Đen về phía cực đông. Trước đây, vùng lãnh thổ tự trị này thường được biết đến với tên gọi Acara khi còn là thuộc địa của Đế quốc Ottoman ở phía tây nam nước này. Đến đầu thế kỷ 20, Adjara có tên gọi là Cộng hòa Xã hội chủ nghĩa Xô viết Tự trị Adjara, được đặt dưới sự kiểm soát của Liên Xô.